# Kyj, Sjtjek och Choriv
Kyj, Sjtjek och Choriv var tre bröder i en fornslavisk legend eller myt,  men detta hindrar inte att det kan finnas en viss verklighetsbakgrund i det hela. Dessa tre bröder hade en syster vid namn Lybed. Kyj var den äldste brodern, som så småningom kom att bli furste enligt legenden, han skulle också ha grundlagt staden Kiev, varav namnet. Den här berättelsen finns omtalad i den ryska Nestorskrönikan. Gatorna Schekavytska och Khoreva är uppkallade efter legenden. 